# Des Principes de la Guerre
Des Principes de la Guerre est un traité de stratégie militaire écrit par le colonel Ferdinand Foch et publié en 1903.

## Contenu
Ce livre est issu des cours d'histoire militaire, de stratégie et de tactique générale qu'il a donné à l'École supérieure de guerre (actuelle École de Guerre) de 1895 à 1901. Il y expose ses théories de stratégie militaire, qui forment encore aujourd'hui le socle de la doctrine et de la réflexion militaire française. En effet, son auteur deviendra plus tard Maréchal durant la Première Guerre Mondiale et commandant en chef des forces alliées, et est considéré comme l'un des principaux acteurs de la victoire.
Son premier parti pris est déjà de considérer qu'il existe des principes éternels dans la guerre, qui restent vrais malgré les évolutions technologiques. Cependant, leur application, elle, n'est pas pérenne. Il se propose donc d'analyser l'histoire militaire pour en déduire ces principes primordiaux dont il faut tenir compte pour obtenir la victoire. Dans les éditions de son livre qui seront faites après le déclenchement de la Première Guerre Mondiale, il écrit une préface dans laquelle il explique que ce conflit confirme pour lui cette idée. Les grands principes de la guerre sont donc pour lui :
- L'économie des forces: "l'art de disperser ses efforts de manière profitable et de tirer le meilleur parti possible des ressources dont on dispose." Il s'agit donc pour le stratège de savoir comment allouer les moyens dont il dispose.
- La liberté d'action: c'est le fait pour le stratège de pouvoir choisir comment il va agir et d'agir comme il le veut.
- La sûreté: elle vise à préserver la liberté d'action. Il s'agit des questions relatives au troupes d'avant-garde, d'arrière-garde, et de flanc-garde.
- La concentration des efforts: bien qu'il ne la mentionne pas explicitement comme un principe, il y accorde une grande importance et la traite comme un aspect de l'économie des forces. C'est l'art d'utiliser toutes ses ressources à un certain moment à un certain point, d'appliquer sur ce point tous les efforts de ses troupes et pour que cela soit possible de les maintenir toujours en communication les unes avec les autres[1],[2].

Il est important de noter que sa pensée était influencée par la théorie clausewitzienne, alors rare en France, selon laquelle « la volonté de vaincre est la première condition de la victoire ». Napoléon Bonaparte est également une de ses principales références. Sa doctrine est également résolument offensive, car pour lui « la bataille ne peut être purement défensive » car la défensive n'apporte pas selon lui de victoire (qui se traduirait par la destruction de l'ennemi ou la prise de territoire). Pour lui, la manoeuvre est l'essence de la stratégie. Celle-ci n'implique pas forcément de mouvement physique, D'après l'historien Martin Motte, il est également précurseur sur les idées de l'art opératif.
Ses théories lui ont valu d'être qualifié de « penseur militaire le plus original de sa génération »,,,. Elles ont été critiquées par l'historien Marc Bloch et par Liddell Hart. Ils lui reprochent de ne pas avoir tenu compte de l'évolution technologique et d'avoir voulu reproduire les schémas napoléoniens à une époque où ils étaient dépassés, le rendant responsable des nombreux morts de la Première Guerre Mondiale. D'après l'historien Martin Motte, s'il est vrai que le maréchal a sous-estimé la puissance des nouvelles armes de son époque (comme la mitrailleuse), ces critiques ne tiennent compte que d'une partie des écrits de Foch. Ces critiques sont d'après lui d'autant injustes que Marc Bloch n'a pas lu Foch en détail, et que Liddell Hart aurait plagié des écrits de Foch et voulu se couvrir en le dénigrant.